# Liu Qi
Liu Qi (Chino: 刘淇; Pinyin: Liú Qí) es un ingeniero y político chino.
Nacido en 1942, fue secretario del Partido Comunista de China en Pekín y también es miembro del Buró Político del Comité Central del Partido Comunista de China. Fue Presidente del Comité Organizador de los XXIX Juegos Olímpicos de Pekín (COJOB).

## Biografía y carrera
- En 1968 se graduó en el Instituto de Ingeniería de Pekín y fue profesor en el mismo.
- Fue el director general del Grupo Corporativo Wuhan Iron and Steel.
- Fue Ministro de Industria Metalúrgica.
- Fue el presidente del COJOB durante su mandato como alcalde de Pekín, desde 1999 hasta el 2003.
- Nombrado una de las cien personas más influyentes de 2007 por la revista Time.[2]